# 毛万里
毛万里（1903年—1982年2月8日），谱名善高，浙江江山人，中华民国政治人物，军统人员，毛人凤胞弟。与戴笠、毛人凤、毛森并称“三毛一戴”。

## 生平
1949年到台湾，先后担任国防部保密局内湖训练班副主任、中美联合办公室主任。1966年开始，参与编撰《戴雨农年谱》。1982年2月8日，在台北病逝，终年79岁。